# معادلة فريس للضوضاء
مُعادلة فريس أو صيغة فريس، هي معادلة سُميت على إسم المهندس الكهربائي الدنماركي الأمريكي هارالد تي فريس، هي إحدى المعادلتين المستخدمتين في هندسة الاتصالات لحساب نسبة الإشارة إلى الضوضاء لمُكبر إلكتروني متعدد المراحل. أحدهما يتعلق بعامل الضوضاء والآخر يتعلق بدرجة حرارة الضوضاء.

## معادلة فريس لعامل الضوضاء
تُستخدم معادلة فريس لحساب عامل الضوضاء الإجمالي لسلسلة من المراحل، ولكل منها عامل الضوضاء وكسب الطاقة الخاص بها (على افتراض أن الممانعات متطابقة في كل مرحلة). ويمكن بعد ذلك استخدام عامل الضوضاء الإجمالي لحساب رقم الضوضاء الإجمالي. يتم إعطاء عامل الضوضاء الإجمالي كتالي:
| {\displaystyle F_{\text{total}}=F_{1}+{\frac {F_{2}-1}{G_{1}}}+{\frac {F_{3}-1}{G_{1}G_{2}}}+{\frac {F_{4}-1}{G_{1}G_{2}G_{3}}}+\cdots +{\frac {F_{n}-1}{G_{1}G_{2}\cdots G_{n-1}}}} |

حيث أن {\displaystyle F_{i}} و {\displaystyle G_{i}} هما عاملا الضوضاء والكسب، على التوالي، للمرحلة i ، و n هو عدد المراحل. يتم التعبير عن كلا المقدارين كنسب، وليس بالديسيبل dB.

### النتيجة
إحدى النتائج المهمة لهذه الصيغة هي أن رقم الضوضاء الإجمالي لجهاز الاستقبال الراديوي يتم تحديده بشكل أساسي من خلال رقم الضوضاء في مرحلة التضخيم الأولى (أهم مرحلة). حيث أن المراحل اللاحقة لها تأثير ضعيف على نسبة الإشارة إلى الضوضاء (SNR) . لهذا السبب، غالبًا ما يُطلق على مضخم المرحلة الأولى في جهاز الاستقبال مضخم منخفض الضوضاء (LNA). ومن ثم فإن "عامل" ضوضاء جهاز الاستقبال الإجمالي هو:
{\displaystyle F_{\mathrm {receiver} }=F_{\mathrm {LNA} }+{\frac {F_{\mathrm {rest} }-1}{G_{\mathrm {LNA} }}}}
حيث أن {\displaystyle F_{\mathrm {rest} }} هو عامل الضوضاء الكلي للمراحل اللاحقة. وفقا للمعادلة، فإن عامل الضوضاء الكلي، {\displaystyle F_{\mathrm {receiver} }} ، يهيمن عليه عامل ضوضاء الـ LNA، {\displaystyle F_{\mathrm {LNA} }} ، إذا كان الكسب مرتفعًا بدرجة كافية. رقم الضوضاء الناتج المعبر عنه بالديسيبل هو:
{\displaystyle \mathrm {NF} _{\mathrm {receiver} }=10\log(F_{\mathrm {receiver} })}

### الاستنتاج
استنتاج معادلة فريس لثلاثة مكبرات (مراحل)  متتالية ( {\displaystyle n=3} )، النظر في الصورة أدناه.
{\displaystyle {\text{SNR}}_{o}={\frac {S_{i}G_{1}G_{2}G_{3}}{N_{i}G_{1}G_{2}G_{3}+N_{a1}G_{2}G_{3}+N_{a2}G_{3}+N_{a3}}}} .
{\displaystyle F_{\text{total}}={\frac {{\text{SNR}}_{i}}{{\text{SNR}}_{o}}}={\frac {\frac {S_{i}}{N_{i}}}{\frac {S_{i}G_{1}G_{2}G_{3}}{N_{i}G_{1}G_{2}G_{3}+N_{a1}G_{2}G_{3}+N_{a2}G_{3}+N_{a3}}}}=1+{\frac {N_{a1}}{N_{i}G_{1}}}+{\frac {N_{a2}}{N_{i}G_{1}G_{2}}}+{\frac {N_{a3}}{N_{i}G_{1}G_{2}G_{3}}}}
{\displaystyle F_{\text{total}}=\underbrace {1+{\frac {N_{a1}}{N_{i}G_{1}}}} _{=F_{1}}+\underbrace {\frac {N_{a2}}{N_{i}G_{1}G_{2}}} _{={\frac {F_{2}-1}{G_{1}}}}+\underbrace {\frac {N_{a3}}{N_{i}G_{1}G_{2}G_{3}}} _{={\frac {F_{3}-1}{G_{1}G_{2}}}}=F_{1}+{\frac {F_{2}-1}{G_{1}}}+{\frac {F_{3}-1}{G_{1}G_{2}}}} .
{\displaystyle F_{\mathrm {total} }={\frac {\mathrm {SNR_{i}} }{\mathrm {SNR_{o}} }}={\frac {S_{\mathrm {i} }}{S_{\mathrm {o} }}}{\frac {N_{\mathrm {o} }}{N_{\mathrm {i} }}}} .

## معادلة فريس لدرجة حرارة الضوضاء
يمكن التعبير عن صيغة فريس بشكل مكافئ من حيث درجة حرارة الضوضاء:
| {\displaystyle T_{\text{eq}}=T_{1}+{\frac {T_{2}}{G_{1}}}+{\frac {T_{3}}{G_{1}G_{2}}}+\cdots } |